# Бобовины
Бобовины — природные минеральные образования (конкреции) эллипсоидальной или сферической формы размером от 1 мм до 3 см. От ооливитов отличаются отсутствием концентрически-скорлуповатого строения, в изломе однородны. Широко известны скопления бобовин оксидов железа, алюминия, марганца. Бобовины размерами от сотых долей мм до 1-2 мм составляют класс микро-конкреций и имеют следующие морфологические разновидности: ооиды, глобулы, сферолиты, оолиты, а бобовины крупнее 3 см, имеющие концентрическое строение, называются пизолитами.